# Shanti Bhavan
Shanti Bhavan Children's Project  —  индийская некоммерческая организация, базирующаяся в Бангалоре. «Shanti Bhavan» владеет бесплатной школой-интернатом международного стандарта для детей из неблагополучных семей. Школа предлагает образование мирового уровня и уход за детьми.
В настоящее время в школе 200 студентов, 180 из которых выходцы из далитов.

## История
«Shanti Bhavan» была основана в августе 1997 года, как один из проектов организации «The George Foundation» для улучшения жизни экономически и социально неблагополучных детей в сельских районах Индии. 10 сентября 2008 года, «Shanti Bhavan» стала отдельной некоммерческой организацией.
Цель организации — обеспечить целостным и качественным образованием детей из малообеспеченных семей в Индии, в основном из низшей касты далитов и помочь им стать успешными и продуктивными членами общества. Школа принимает детей в возрасте от четырех лет, семьи которых находятся ниже уровня бедности, и финансово поддерживает их на протяжении учебы.
У организации есть волонтерская программа, которая использует добровольцев педагогов из некоторых образовательных и некоммерческих организаций, таких как «Astep», «IGCC» и «She's the First», чтобы обучать академическим и не академическим предметам.
.